# Kyidris
Kyidris é um gênero de insetos, pertencente a família Formicidae.

## Espécies
- Kyidris media Wilson & Brown, 1956
- Kyidris takasago Terayama, Lin & Wu, 1995
- Kyidris yaleogyna Wilson & Brown, 1956